# Миротин
Мирóтин — село у Рівненському районі Рівненської області. 

## Географія
Селом протікає річка Устя. Розташоване за 22 кілометри на південь від Рівного та за 20 кілометрів на північний захід від Острога. Село являє собою одну довгу вулицю довжиною близько 3 кілометрів.

## Населення
Значну частину мешканців Миротина становлять лемки, переселені після війни (1939-1945) з Чехословаччини. 
Згідно з переписом УРСР 1989 року чисельність наявного населення села становила 580 осіб, з яких 266 чоловіків та 314 жінок.
За переписом населення України 2001 року в селі мешкала 571 особа.

### Мова
Розподіл населення за рідною мовою за даними перепису 2001 року:
| Мова       | Кількість | Відсоток |
| ---------- | --------- | -------- |
| українська | 577       | 99.83%   |
| російська  | 1         | 0.17%    |
| Усього     | 578       | 100%     |

## Відомі люди
- Марчук Василь Володимирович (1997—2022) — старший солдат Збройних сил України, кавалер ордена «За мужність». Загинув під час російсько-української війни[4].
- Іван Купервас — селянин, винахідник «жуколовки»[5][6]